# Skakuszka kąsająca
Skakuszka kąsająca (Notomys mordax) – gatunek wymarłego gryzonia z rodziny myszowatych (Muridae), występujący dawniej endemicznie w Australii.
Ssak ten został opisany na podstawie jednej czaszki (BMNH 46.4.4.65) przez Thomasa w 1922 roku. Czaszkę znaleziono w 1840 roku w Darling Downs w Queensland. Nie ma żadnych informacji na temat ekologii tego ssaka. Niektórzy naukowcy kwestionują odrębność tego gatunku i przypisują go do N. mitchelli.
W Australii zwierzę jest nazywane angielską nazwą Darling Downs hopping mouse oraz aborygeńską nazwą payi. W wydanej w 2015 roku przez Muzeum i Instytut Zoologii Polskiej Akademii Nauk publikacji „Polskie nazewnictwo ssaków świata” gatunkowi nadano nazwę skakuszka wielkoucha.
W Czerwonej księdze gatunków zagrożonych Międzynarodowej Unii Ochrony Przyrody i Jej Zasobów został zaliczony do kategorii EX (wymarły). Nie są znane przyczyny wymarcia tego ssaka, prawdopodobnie jest to związane ze sprowadzeniem do Australii kotów i lisów.